# Riserva naturalistica dell'Adelasia
La Riserva naturalistica dell'Adelasia, situata in val Bormida nel territorio del comune di Cairo Montenotte (provincia di Savona), è un'area protetta, già appartenente al patrimonio immobiliare della Ferrania Imaging Technologies del gruppo 3M, la cui gestione è attualmente affidata alla provincia di Savona.
La riserva è stata costituita nel 1989 come contributo da parte della 3M Italia alla preservazione dell'ambiente naturale nell'area di Ferrania. A questo fine sono state vincolate alcune centinaia di ettari boschivi all'intorno della Rocca dell'Adelasia (698 m s.l.m.), dove, secondo la leggenda, trovarono riparo Adelasia (figlia di Ottone) ed il suo amato Aleramo.

## Geografia

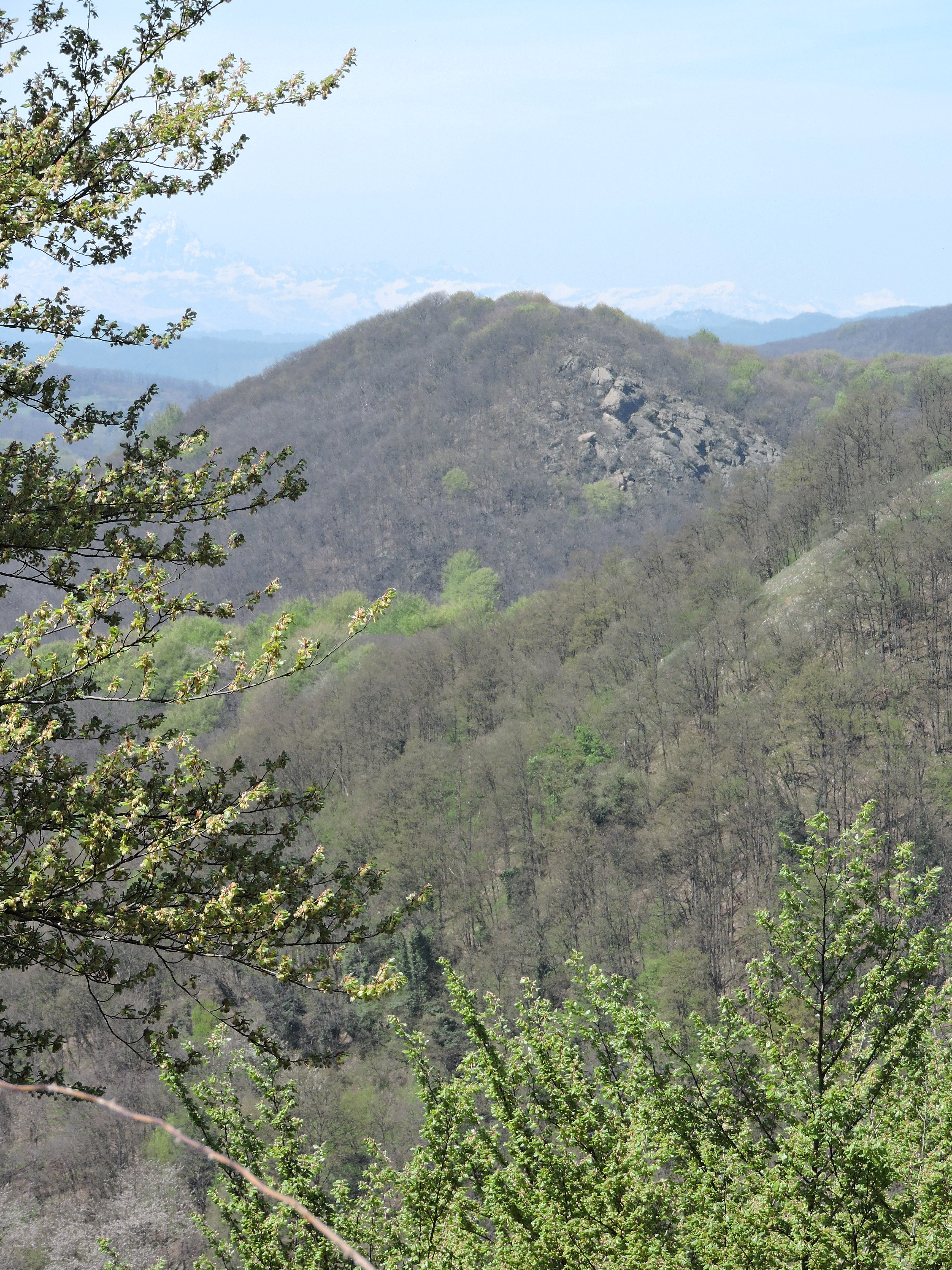
La Rocca dell'Adelasia

La zona occupa il versante settentrionale dell'Appennino ligure poco ad est del Colle di Cadibona (più corretto Bocchetta di Altare, 459 m), punto di separazione tra Appennini ed Alpi. L'altitudine è compresa tra i 400 e gli 860 metri (punto culminante: Bric del Tesoro, 860,3 m s.l.m.). Il clima invernale è padano-continentale, malgrado la vicinanza del Mar Ligure che influisce ma solo saltuariamente grazie alla presenza dell'Appennino Ligure fra il mare e la riserva; in questa stagione non è raro toccare i -13 C° fino a punte (negli inverni più freddi) di -18 C°, temperatura raggiunta grazie alla frequente presenza della tramontana e dell'Appennino fra la costa e la riserva. Il clima estivo è anch'esso padano-continentale, con temperature pressoché calde o miti.

## Flora
La vegetazione è costituita da faggi nella zona più alta, castagni (cedui e da frutto), noccioli, abete rosso e pino nero (rimboschimenti), roveri, lecci, ontani, ginestre e numerose altre essenze arboree. È presente il giglio di San Giovanni e (più raro) il giglio martagone.

## Fauna
I boschi sono abitati da caprioli, cinghiali, volpi, tassi, ghiri, puzzole, picchi verdi, ballerine gialle, ed anche gheppi, sparvieri, civette. Nei rigogliosi rii si possono incontrare merli acquaioli, bisce dal collare (biscia d'acqua), qualche martin pescatore, aironi cenerini, salamandre gialle e nere e rane rosse.

## Altre informazioni

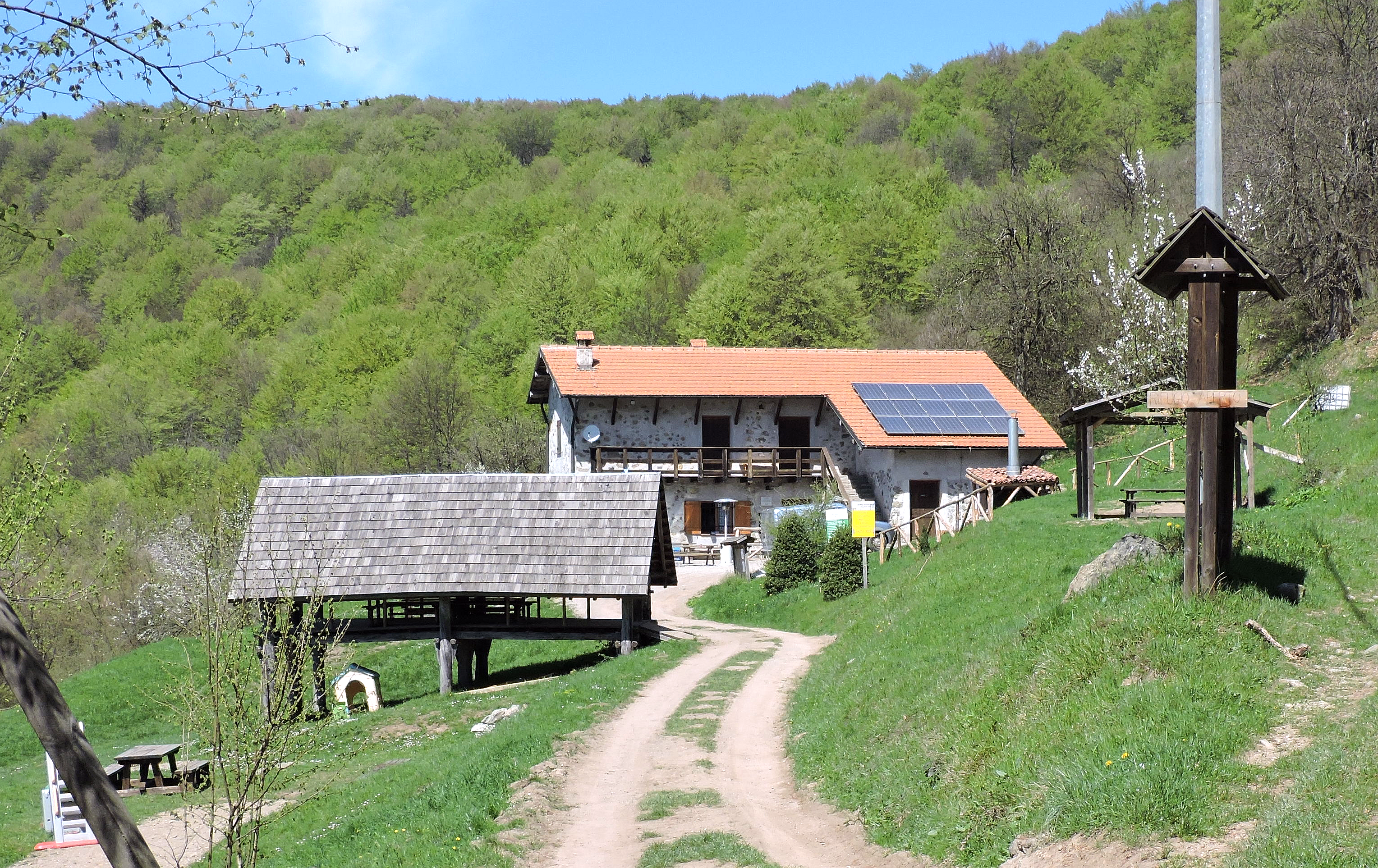
Cascina Miera

Nella parte alta della Riserva, a poca distanza della strada Altare-Montenotte, è stata ristrutturata la Cascina Miera (770 m s.l.m.), adibita a ricovero.
La Riserva è molto importante dal punto di vista ambientale poiché, essendoci da tempo (nella Val Bormida) una grande attività industriale e, di conseguenza, un progressivo peggioramento della qualità dell'aria nel secolo scorso, questa Riserva (insieme alla chiusura di alcuni impianti industriali che, nel periodo di massimo inquinamento, hanno decimato la fauna della Val Bormida) ha svolto un ruolo da "polmone verde" soprattutto migliorando notevolmente (negli ultimi 30 anni) la qualità dell'aria ed anche dell'acqua in cui sono tornate specie acquatiche come il gambero di fiume. Oggi nel Parco dell'Adelasia si è formato un piccolo ecosistema con diverse specie animali e vegetali; ecosistema che si sta estendendo anche alle altre zone boschive della provincia di Savona.